# Gscheid (Schwarzwald)
Als Gscheid (auch: Gescheid) wird eine Passhöhe (454 m ü. NHN) im Schwarzwald zwischen Keppenbach im Brettenbachtal und Gutach im Breisgau im Elztal bezeichnet.
Die Straße ist durchgängig asphaltiert und knapp zweispurig ausgebaut.

## Lage und Umgebung
An der Passhöhe liegt der zur Gemeinde Freiamt gehörende Zinken Gescheid. Auf der Passhöhe gibt es einen Gasthof zum Gscheid.
Etwa 700 m nördlich der Passhöhe liegt der Tännlebühl (612 m ü. NHN), rund 1500 m südöstlich das Walters Eckle (570 m ü. NHN).
Die Passhöhe liegt am Kandelhöhenweg und am Zweitälersteig.